# Crafton
Crafton é um distrito localizado no estado norte-americano da Pensilvânia, no Condado de Allegheny.

## Demografia
Segundo o censo norte-americano de 2000, a sua população era de 6706 habitantes.
Em 2006, foi estimada uma população de 6204, um decréscimo de 502 (-7.5%).

## Geografia
De acordo com o United States Census Bureau tem uma área de 2,9 km², dos quais 2,9 km² cobertos por terra e 0,0 km² cobertos por água.

## Localidades na vizinhança
O diagrama seguinte representa as localidades num raio de 4 km ao redor de Crafton.